# Ataque contra soldado en la embajada iraní en Viena de 2018
El 11 de marzo de 2017, un hombre atacó con un arma blanca a un soldado austriaco que se encontraba vigilando la residencia oficial del embajador iraní en Viena. 
El soldado reaccionó lanzándole gas pimienta al agresor y acto seguido, se produjo un forcejeo entre ambas personas.
Finalmente, el soldado disparó al atacante causándole la muerte. Dicho agresor fue identificado como Mohamed E., un hombre de 26 años de origen egipcio.
Durante las investigaciones se descubrió que el hombre tenía simpatías con el islamismo político, relacionando así el hecho con este tipo de extremismo.
En palabras de Michaela Kardeis, exministra de Seguridad Pública en conferencia de prensa con el ministro del Interior, Herbert Kickl, "Todo lo que se pudo establecer es que claramente simpatizaba con las políticas del Islam" aunque agregó que "no estaba diciendo que fuera estadista o que estuviera radicalizado, pero sí que le provocaban interés y simpatía".
Como consecuencia del ataque, el militar resultó  herido de levedad con algunos cortes causados por el cuchillo.
Por otro lado, Austria reforzó su seguridad en las embajadas y lugares públicos para evitar más incidentes de este tipo, ya que días anteriores al ataque en la embajada iraní, otro hombre había apuñalado a varias personas en el centro de Viena dejando varios heridos.
Además, el gobierno iraní pidió a Austria investigar a fondo y rendir explicaciones al respecto.
Cabe señalar que días antes sucedió un suceso similar en Londres, donde hombres enmascarados asaltaron la embajada iraní en esa ciudad y quitaron las banderas de Irán en su embajada.